# Troglohyphantes poleneci
Troglohyphantes poleneci là một loài nhện trong họ Linyphiidae.
Loài này thuộc chi Troglohyphantes. Troglohyphantes poleneci được miêu tả năm 1964 bởi Wiehle.